# Parco naturale regionale Dune costiere da Torre Canne a Torre San Leonardo
Il parco naturale regionale Dune costiere da Torre Canne a Torre San Leonardo è un'area naturale protetta ubicata nel Salento settentrionale, nel territorio dei comuni di Ostuni e Fasano, entrambi in provincia di Brindisi.
È stato istituito con la legge regionale del 27 ottobre 2006, n. 31.

## Caratteristiche
Il parco presenta habitat e ambienti costieri di elevato interesse naturalistico e paesaggistico, ed è rientrato nel progetto Habitat prioritari istituito dalla direttiva n. 92/43/CEE. Presenta una vegetazione alofila e numerose dune ricoperte da macchia mediterranea, particolare ginepri (Juniperus oxycedrus e Juniperus phoenicea), lecci e garighe di Euphorbia spinosa. Vi sono inoltre zone umide rappresentate dal Fiume Grande, il Fiume Piccolo e il Fiume Morello spesso oggetto di sosta per l'avifauna acquatica migratoria.

## Zonazione
La legge regionale stabilisce che il parco è suddiviso nelle seguenti zone:
- zona 1, di rilevante valore naturalistico, paesaggistico e storico culturale;
- zona 2, di valore naturalistico, paesaggistico e/o storico culturale, connotata fortemente dalla presenza di attività antropiche;